# Nascar Winston Cup Series 1990
Nascar Winston Cup Series 1990 var den 42:a upplagan av den främsta divisionen av professionell stockcarracing i USA sanktionerad av National Association for Stock Car Auto Racing. 
Säsongen bestod av 29 race och inleddes på Daytona International Speedway med uppvisningsloppen Busch Clash 11 februari och Twin 125 Qualifiers 15 februari, vilket även var slutkval till den 32:a upplagan av Daytona 500. Säsongen avslutades 18 november på Atlanta International Raceway med Atlanta Journal 500. Serien vanns av Dale Earnhardt, vilket var hans fjärde mästerskapstitel.
Earnhardt vann serien med endast 26 poängs marginal till tvåan Mark Martin, som tidigare under säsongen fått ett udda domslut emot sig. Tjockleken på spacerplattan mellan förgasare och insug visade sig vid en efterkontroll av bilen vara 2,5 tum mot tillåtna 2 tum. Något som tävlingsledningen inte kunde svara på om det ökade motorns prestanda. Martin fick behålla segern man blev fråntagen 46 poäng samt bötfälldes. Domslutet kom i slutänden att avgöra mästerskapet.

## Tävlingskalender
| Nr | Officiellt namn          | Bana                                                        | Datum        |
| -- | ------------------------ | ----------------------------------------------------------- | ------------ |
| U  | Busch Clash              | Daytona International Speedway, Daytona Beach, Florida      | 11 februari  |
| KV | Twin 125 Qualifiers      | Daytona International Speedway, Daytona Beach, Florida      | 15 februari  |
| 1  | Daytona 500              | Daytona International Speedway, Daytona Beach, Florida      | 18 februari  |
| 2  | Pontiac Excitement 400   | Richmond International Raceway, Richmond, Virginia          | 25 februari  |
| 3  | Goodwrench 500           | North Carolina Motor Speedway, Rockingham, North Carolina   | 4 mars       |
| 4  | Motorcraft 500           | Atlanta International Raceway, Hampton, Georgia             | 18 mars      |
| 5  | Transouth 500            | Darlington Raceway, Darlington, South Carolina              | 1 april      |
| 6  | Valleydale Meats 500     | Bristol International Raceway, Bristol, Tennessee           | 8 april      |
| 7  | First Union 400          | North Wilkesboro Speedway, North Wilkesboro, North Carolina | 22 april     |
| 8  | Hanes Activewear 500     | Martinsville Speedway, Ridgeway, Virginia                   | 29 april     |
| 9  | Winston 500              | Talladega Superspeedway, Talladega, Alabama                 | 6 maj        |
|    | Winston Open             | Charlotte Motor Speedway, Concord, North Carolina           | 20 maj       |
|    | The Winston              | Charlotte Motor Speedway, Concord, North Carolina           | 20 maj       |
| 10 | Coca-Cola 600            | Charlotte Motor Speedway, Concord, North Carolina           | 27 maj       |
| 11 | Budweiser 500            | Dover Downs International Speedway, Dover, Delaware         | 3 juni       |
| 12 | Banquet Frozen Foods 300 | Sears Point Raceway, Sonoma, Kalifornien                    | 10 juni      |
| 13 | Miller Genuine Draft 500 | Pocono International Raceway, Long Pond, Pennsylvania       | 18 juni      |
| 14 | Miller Genuine Draft 400 | Michigan International Speedway, Brooklyn, Michigan         | 25 juni      |
| 15 | Pepsi 400                | Daytona International Speedway, Daytona Beach, Florida      | 7 juli       |
| 16 | AC Spark Plug 500        | Pocono International Raceway, Long Pond, Pennsylvania       | 22 juli      |
| 17 | Diehard 500              | Talladega Superspeedway, Talladega, Alabama                 | 29 juli      |
| 18 | Budweiser at The Glen    | Watkins Glen International, Watkins Glen, New York          | 12 augusti   |
| 19 | Champion Spark Plug 400  | Michigan International Speedway, Brooklyn, Michigan         | 19 augusti   |
| 20 | Busch 500                | Bristol International Raceway, Bristol, Tennessee           | 25 augusti   |
| 21 | Heinz Southern 500       | Darlington Raceway, Darlington, South Carolina              | 2 september  |
| 22 | Miller Genuine Draft 400 | Richmond International Raceway, Richmond, Virginia          | 9 september  |
| 23 | Peak Antifreeze 500      | Dover Downs International Speedway, Dover, Delaware         | 16 september |
| 24 | Goody's 500              | Martinsville Speedway, Ridgeway, Virginia                   | 23 september |
| 25 | Tyson Holly Farms 400    | North Wilkesboro Speedway, North Wilkesboro, North Carolina | 30 september |
| 26 | Mello Yello 500          | Charlotte Motor Speedway, Concord, North Carolina           | 7 oktober    |
| 27 | AC Delco 500             | North Carolina Motor Speedway, Rockingham, North Carolina   | 21 oktober   |
| 28 | Checker 500              | Phoenix International Raceway, Phoenix, Arizona             | 4 november   |
| 29 | Atlanta Journal 500      | Atlanta International Raceway, Hampton, Georgia             | 18 november  |

## Resultat
| Nr | Tävling                  | Pole position  | Flest ledda varv | Vinnare         | Team/ bilägare              | Konstruktör | Rapport |
| -- | ------------------------ | -------------- | ---------------- | --------------- | --------------------------- | ----------- | ------- |
| U  | Busch Clash              | Jimmy Hensley  | Ken Schrader     | Ken Schrader    | Hendrick Motorsports        | Chevrolet   | Rapport |
| KV | Twin 125 Qualifier 1     | Ken Schrader   | Ken Schrader     | Geoff Bodine    | Junior Johnson & Associates | Ford        | Rapport |
| KV | Twin 125 Qualifier 2     | Dale Earnhardt | Dale Earnhardt   | Dale Earnhardt  | Richard Childress Racing    | Chevrolet   | Rapport |
| 1  | Daytona 500              | Ken Schrader   | Dale Earnhardt   | Derrike Cope    | Whitcomb Racing             | Chevrolet   | Rapport |
| 2  | Pontiac Excitement 400   | Ricky Rudd     | Rusty Wallace    | Mark Martin     | Roush Racing                | Ford        | Rapport |
| 3  | Goodwrench 500           | Kyle Petty     | Kyle Petty       | Kyle Petty      | Sabco Racing                | Pontiac     | Rapport |
| 4  | Motorcraft 500           | Dale Earnhardt | Dale Earnhardt   | Dale Earnhardt  | Richard Childress Racing    | Chevrolet   | Rapport |
| 5  | Transouth 500            | Geoff Bodine   | Geoff Bodine     | Dale Earnhardt  | Richard Childress Racing    | Chevrolet   | Rapport |
| 6  | Valleydale Meats 500     | Ernie Irvan    | Darrell Waltrip  | Davey Allison   | Robert Yates Racing         | Ford        | Rapport |
| 7  | First Union 400          | Mark Martin    | Brett Bodine     | Brett Bodine    | King Racing                 | Buick       | Rapport |
| 8  | Hanes Activewear 500     | Geoff Bodine   | Geoff Bodine     | Geoff Bodine    | Junior Johnson & Associates | Ford        | Rapport |
| 9  | Winston 500              | Bill Elliott   | Dale Earnhardt   | Dale Earnhardt  | Richard Childress Racing    | Chevrolet   | Rapport |
| U  | Winston Open             | Ernie Irvan    | Ernie Irvan      | Dick Trickle    | Cale Yarborough Motorsports | Pontiac     |         |
| U  | The Winston              | Dale Earnhardt | Dale Earnhardt   | Dale Earnhardt  | Richard Childress Racing    | Chevrolet   |         |
| 10 | Coca-Cola 600            | Ken Schrader   | Rusty Wallace    | Rusty Wallace   | Blue Max Racing             | Pontiac     | Rapport |
| 11 | Budweiser 500            | Dick Trickle   | Rusty Wallace    | Derrike Cope    | Whitcomb Racing             | Chevrolet   | Rapport |
| 12 | Banquet Frozen Foods 300 | Ricky Rudd     | Rusty Wallace    | Rusty Wallace   | Blue Max Racing             | Pontiac     | Rapport |
| 13 | Miller Genuine Draft 500 | Ernie Irvan    | Geoff Bodine     | Harry Gant      | Leo Jackson Motorsports     | Oldsmobile  | Rapport |
| 14 | Miller Genuine Draft 400 | Mark Martin    | Bill Elliott     | Dale Earnhardt  | Richard Childress Racing    | Chevrolet   | Rapport |
| 15 | Pepsi 400                | Greg Sacks     | Dale Earnhardt   | Dale Earnhardt  | Richard Childress Racing    | Chevrolet   | Rapport |
| 16 | AC Spark Plug 500        | Mark Martin    | Geoff Bodine     | Geoff Bodine    | Junior Johnson & Associates | Ford        | Rapport |
| 17 | Diehard 500              | Dale Earnhardt | Dale Earnhardt   | Dale Earnhardt  | Richard Childress Racing    | Chevrolet   | Rapport |
| 18 | Budweiser at The Glen    | Dale Earnhardt | Rusty Wallace    | Ricky Rudd      | Hendrick Motorsports        | Chevrolet   | Rapport |
| 19 | Champion Spark Plug 400  | Alan Kulwicki  | Mark Martin      | Mark Martin     | Roush Racing                | Ford        | Rapport |
| 20 | Busch 500                | Dale Earnhardt | Dale Earnhardt   | Ernie Irvan     | Morgan-McClure Motorsports  | Chevrolet   | Rapport |
| 21 | Heinz Southern 500       | Dale Earnhardt | Dale Earnhardt   | Dale Earnhardt  | Richard Childress Racing    | Chevrolet   | Rapport |
| 22 | Miller Genuine Draft 400 | Ernie Irvan    | Dale Earnhardt   | Dale Earnhardt  | Richard Childress Racing    | Chevrolet   | Rapport |
| 23 | Peak Antifreeze 500      | Bill Elliott   | Bill Elliott     | Bill Elliott    | Melling Racing              | Ford        | Rapport |
| 24 | Goody's 500              | Mark Martin    | Ricky Rudd       | Geoff Bodine    | Junior Johnson & Associates | Ford        | Rapport |
| 25 | Tyson Holly Farms 400    | Kyle Petty     | Dale Earnhardt   | Mark Martin     | Roush Racing                | Ford        | Rapport |
| 26 | Mello Yello 500          | Brett Bodine   | Bill Elliott     | Davey Allison   | Robert Yates Racing         | Ford        | Rapport |
| 27 | AC Delco 500             | Ken Schrader   | Alan Kulwicki    | Alan Kulwicki   | Alan Kulwicki Racing        | Ford        | Rapport |
| 28 | Checker 500              | Rusty Wallace  | Dale Earnhardt   | Dale Earnhardt  | Richard Childress Racing    | Chevrolet   | Rapport |
| 29 | Atlanta Journal 500      | Rusty Wallace  | Bill Elliott     | Morgan Shepherd | Bud Moore Engineering       | Ford        | Rapport |

## Slutställning
| Plats | Förare          | Poäng |
| ----- | --------------- | ----- |
| 1     | Dale Earnhardt  | 4430  |
| 2     | Mark Martin     | 4404  |
| 3     | Geoff Bodine    | 4017  |
| 4     | Bill Elliott    | 3999  |
| 5     | Morgan Shepherd | 3689  |
| 6     | Rusty Wallace   | 3676  |
| 7     | Ricky Rudd      | 3601  |
| 8     | Alan Kulwicki   | 3599  |
| 9     | Ernie Irvan     | 3593  |
| 10    | Ken Schrader    | 3572  |